# Sociedad Deportiva Logroñés
La Sociedad Deportiva Logroñés o SD Logroñés è un club calcistico spagnolo di Logroño (provincia della Rioja).
Sorta in seguito al fallimento del Club Deportivo Logroñés, milita in Segunda Federación, il quarto livello del calcio spagnolo.

## Stagioni
| Stagione | Categoria  | Posizione |
| -------- | ---------- | --------- |
| 2009/10  | Reg. Pref. | 1°        |
| 2010/11  | 3ª         | 2°        |
| 2011/12  | 3ª         | 1°        |
| 2012/13  | 2ªB        | 10°       |
| 2013/14  | 2ªB        | 17°       |
| 2014/15  | 3ª         | 3°        |
| 2015/16  | 3ª         |           |

## Palmarès

### Competizioni nazionali
- Tercera División: 1

2011-2012

### Altri piazzamenti
- Tercera División:

Secondo posto: 2009-2010, 2015-2016, 2017-2018, 2018-2019
Terzo posto: 2014-2015, 2016-2017
- Segunda Federación:

Secondo posto: 2024-2025 (gruppo 2)